# Kabinet-Amato II
Het kabinet-Amato II werd op 25 april 2000 gevormd, na de val van de regering-D'Alema II. De regering bleef aan tot 11 juni 2001, toen de centrumrechtse Silvio Berlusconi zijn nieuwe regering had opgesteld.
De coalitieregering bestond uit:
- Democratici di Sinistra (democratisch-socialistisch)
- Partito Popolare Italiano (centrumlinks-christendemocratisch)
- I Democratici (centrumpartij, sociaalliberaal en sociaaldemocratisch)
- Rinnovamento Italiano (sociaalliberaal)
- Socialisti Democratici Italiani (sociaaldemocratisch)
- Federazione dei Verdi (groen)
- Partito dei Comunisti Italiani (communistisch)
- UDEUR (centrumpartij, christendemocratisch)
- Onafhankelijken

## Verloop van de regering
Amato bevorderde economisch concurrentievermogen evenals sociale zekerheid. Naast economische hervormingen, ging hij met politieke en institutionele hervormingen verder, proberend om een zwakke uitvoerende en versplinterde wetgevende macht te herstellen. Zijn kabinet maakte de legislatuur vol. Na de verkiezingen van 2001 kwam een centrumrechtse coalitie aan de macht onder leiding van Silvio Berlusconi.

## Kabinet–Amato II (2000–2001)
| Ambtsbekleder | Ambtsbekleder           | Ambtsbekleder                    | Functie                                    | Ambtstermijn     | Ambtstermijn    | Partij |
| ------------- | ----------------------- | -------------------------------- | ------------------------------------------ | ---------------- | --------------- | ------ |
|               | Giuliano Amato          | Giuliano Amato (1938)            | Premier                                    | 25 april 2000    | 11 juni 2001    | O      |
|               | Enrico Luigi Micheli    | Enrico Luigi Micheli (1938–2011) | Secretaris- generaal                       | 22 december 1999 | 11 juni 2001    | PPI    |
|               | Enzo Bianco             | Enzo Bianco (1951)               | Minister van Binnenlandse Zaken            | 22 december 1999 | 11 juni 2001    | ID     |
|               | Lamberto Dini           | Lamberto Dini (1931)             | Minister van Buitenlandse Zaken            | 17 mei 1996      | 11 juni 2001    | RI     |
|               | Ottaviano Del Turco     | Ottaviano Del Turco (1944)       | Minister van Financiën                     | 25 april 2000    | 11 juni 2001    | SDI    |
|               | Vincenzo Visco          | Vincenzo Visco (1942)            | Minister van de Schatkist en het Budget    | 25 april 2000    | 11 juni 2001    | DS     |
|               | Piero Fassino           | Piero Fassino (1949)             | Minister van Justitie                      | 25 april 2000    | 11 juni 2001    | DS     |
|               | Enrico Letta            | Enrico Letta (1966)              | Minister van Economische Zaken             | 22 december 1999 | 11 juni 2001    | PPI    |
|               | Sergio Mattarella       | Sergio Mattarella (1941)         | Minister van Defensie                      | 22 december 1999 | 11 juni 2001    | PPI    |
|               | Umberto Veronesi        | Umberto Veronesi (1925–2016)     | Minister van Volksgezondheid               | 25 april 2000    | 11 juni 2001    | O      |
|               | Cesare Salvi            | Cesare Salvi (1948)              | Minister van Arbeid en Sociale Zaken       | 21 juni 1999     | 11 juni 2001    | DS     |
|               | Tullio De Mauro         | Tullio De Mauro (1932–2017)      | Minister van Onderwijs                     | 25 april 2000    | 11 juni 2001    | O      |
|               | Ortensio Zecchino       | Ortensio Zecchino (1943)         | Minister van Hoger Onderwijs en Wetenschap | 21 oktober 1998  | 1 februari 2001 | PPI    |
|               | Giuliano Amato          | Giuliano Amato (1938)            | Minister van Hoger Onderwijs en Wetenschap | 1 februari 2001  | 11 juni 2001    | O      |
|               | Pier Luigi Bersani      | Pier Luigi Bersani (1951)        | Minister van Transport                     | 22 december 1999 | 11 juni 2001    | DS     |
|               | Nerio Nesi              | Nerio Nesi (1925–2024)           | Minister van Infrastructuur                | 25 april 2000    | 11 juni 2001    | PdCI   |
|               | Alfonso Pecoraro Scanio | Alfonso Pecoraro Scanio (1959)   | Minister van Landbouw                      | 25 april 2000    | 11 juni 2001    | FdV    |
|               | Willer Bordon           | Willer Bordon (1949–2015)        | Minister van Milieu                        | 25 april 2000    | 11 juni 2001    | ID     |
|               | Giovanna Melandri       | Giovanna Melandri (1962)         | Minister van Cultuur                       | 21 oktober 1998  | 11 juni 2001    | DS     |
|               | Salvatore Cardinale     | Salvatore Cardinale (1948)       | Minister van Communicatie                  | 21 oktober 1998  | 11 juni 2001    | UDR    |
|               | Franco Bassanini        | Franco Bassanini (1940)          | Minister voor Publieke Diensten            | 22 december 1999 | 11 juni 2001    | DS     |
|               | Antonio Maccanico       | Antonio Maccanico (1924–2013)    | Minister voor Bestuurlijke Vernieuwing     | 13 mei 1999      | 11 juni 2001    | UD     |
|               | Livia Turco             | Livia Turco (1955)               | Minister voor Sociale Cohesie              | 17 mei 1996      | 11 juni 2001    | DS     |

De Gasperi II · De Gasperi III · De Gasperi IV · De Gasperi V · De Gasperi VI · De Gasperi VII · De Gasperi VIII · Pella · Fanfani I · Scelba · Segni I · Zoli · Fanfani II · Segni II · Tambroni · Fanfani III · Fanfani IV · Leone I · Moro I · Moro II · Moro III · Leone II · Rumor I · Rumor II · Rumor III · Colombo · Andreotti I · Andreotti II · Rumor IV · Rumor V · Moro IV · Moro V · Andreotti III · Andreotti IV · Andreotti V · Cossiga I · Cossiga II · Forlani · Spadolini I · Spadolini II · Fanfani V · Craxi I · Craxi II · Fanfani VI · Goria · De Mita · Andreotti VI · Andreotti VII · Amato I · Ciampi · Berlusconi I · Dini · Prodi I · D'Alema I · D'Alema II · Amato II · Berlusconi II · Berlusconi III · Prodi II · Berlusconi IV · Monti · Letta · Renzi · Gentiloni · Conte I · Conte II · Draghi · Meloni